# Levčaj
Levčaj ili Levonaget (armenski: Լեւոնագետ, azerski: Levçay, ruski: Левчай, Левонагет) je rijeka u Azerbajdžanu. Teče kroz Mali Kavkaz. Duga je 36 km. Izvire na Murovdagu. Zajedno s Agdabančajem i Zarčajem je jedna od triju lijevih pritoka Tartara.